# Robert Williams Wood
Robert Williams Wood, född 2 maj 1868 i Concord, Massachusetts, död 11 augusti 1955 i Amityville, New York, var en amerikansk fysiker. Han var en omsorgsfull experimenterare mest känd för sina bidrag inom optiken, inkluderat infrarött och ultraviolett fotografi. Han bringade N-strålning i vanrykte.

## Biografi
Wood studerade 1887–91 vid Harvard University, 1892 vid Johns Hopkins University i Baltimore, 1892–94 i Chicago och 1894–96 i Berlin, blev 1898 assistant professor i fysik i Madison, Wisconsin, och 1901 professor i experimentalfysik vid Johns Hopkins University. 
Wood utförde en del undersökningar inom den fysikaliska kemin (1893–96), fotografin (1903–07, – varvid han använde nitrosodimetylanilin för att avlägsna allt ljus utom ultravioletta strålar –, och 1908) och akustiken (1899–1900), men hans huvudarbete är nedlagt i många små uppsatser i optik, delvis utarbetade i förening med ett flertal lärjungar. Hans viktigaste upptäckt på detta område är fluorescensen hos gaser, särskilt av natrium, kalium, jod och kvicksilver (1905). 
Wood undersökte den anomala dispersionen, absorptionen och de magneto-optiska förhållandena hos dessa gaser. Av stor vikt för spektralanalysen är också hans undersökningar angående främmande gasers, särskilt heliums och andra ädelgasers försvagande inverkan på resonansspektra (av jod och kvicksilver). Han studerade även katodstrålars och det yttersta ultraviolettas (Schumannstrålars) förmåga att uppväcka fluorescens hos natriumånga och andra gaser. Från 1916 arbetade han också med kondensation och reflexion av gasmolekyler. År 1912 fotograferade han månen i ultraviolett ljus och trodde sig möjligen kunna sluta sig till närvaro av svavel i Aristarchus krater. 
Woods arbeten är mestadels tryckta i "Philosophical Magazine", men även i "Astrophysical Journal" och andra tidskrifter. Han samlade sina optiska arbeten dels i en föreläsningsserie, hållen vid Clark Universitys 20-årsjubileum 1909 (tryckt i New York 1912) samt i Guthrie Lecture 1914 inför Physical Society i London (tryckt i dess "Proceedings", band 26, 1914). Han utgav dessutom Physical Optics (1905; i fransk översättning "Optique physique" i två delar, 1913–14). Han var även en författare av science fiction och nonsensvers.
Wood invaldes 1931 som utländsk ledamot av Kungliga Vetenskapsakademien. Han tilldelades Rumfordpriset 1909, Matteuccimedaljen 1918, Rumfordmedaljen 1938 och 
Henry Draper-medaljen 1940.